# Palacio Hotel de Busaco
El Palacio Hotel de Busaco (en portugués: Palácio Hotel do Buçaco), es un hotel de lujo y monumento nacional situado en la cordillera de la Sierra de Buçaco y rodeado un majestuoso arboreto de especies exóticas llamado Bosque de Buçaco. Se localiza en el municipio de Mealhada, en el centro de Portugal. Desde 1996 está catalogado como Edificio de Interés Público.

## Historia

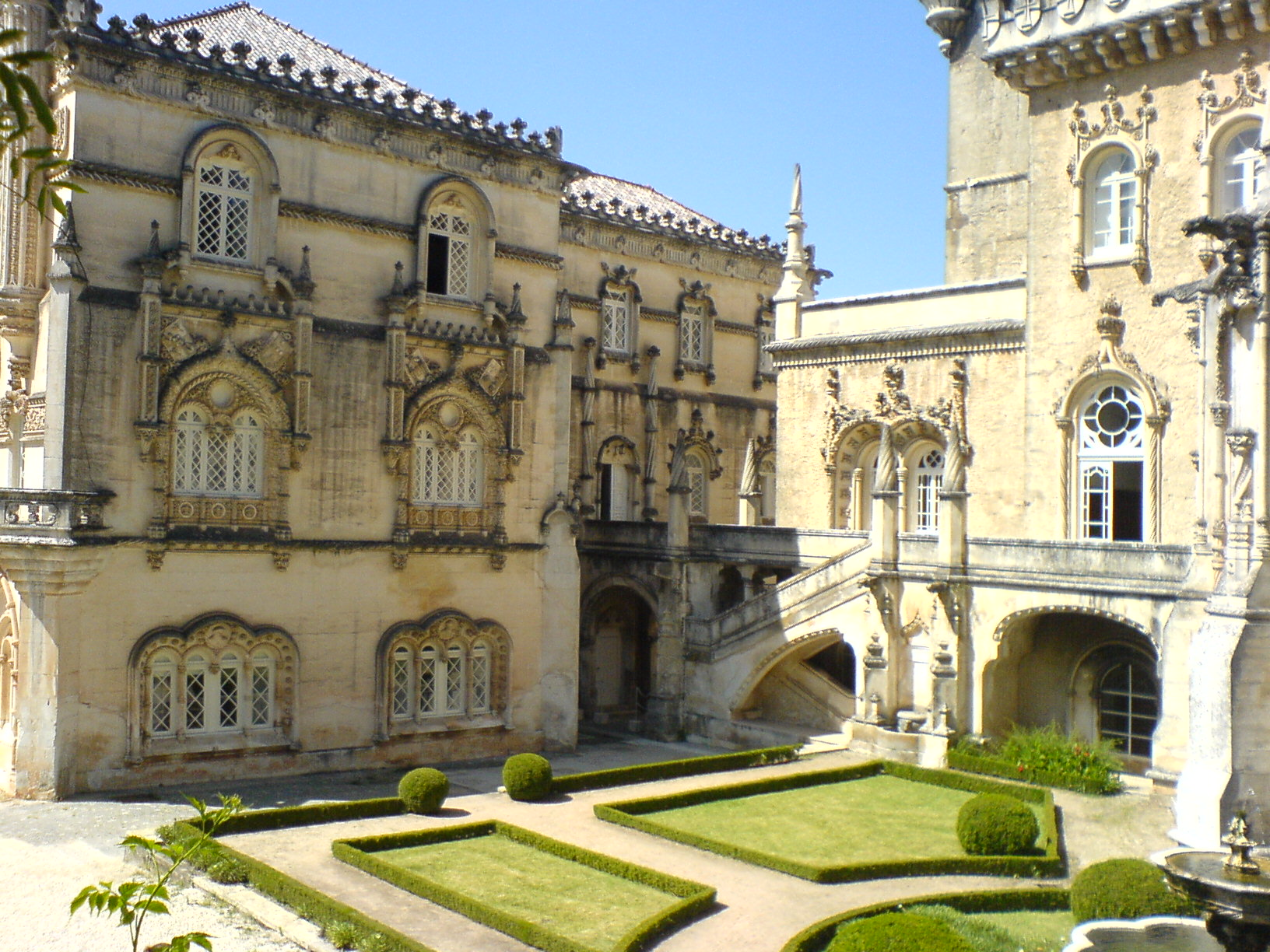
Claustro del palacio.

La zona que rodea el palacio formaba parte de un convento de los Carmelitas Descalzos fundado en 1628. Los monjes del Convento de Santa Cruz no solo construyeron un convento, sino que también cuidaron y reforestaron el Bosque de Busaco. El jardín se supone que representa el monte Carmelo (donde se fundó la orden) y el Paraíso Terrenal.
El palacio hotel de Busaco fue construido entre 1888 y 1907. El primer arquitecto fue el italiano Luigi Manini (1848-1936), que diseñó un palacio romántico de estilo neomanuelino, evocando el estilo arquitectónico del siglo XVI que caracterizó el momento de mayor auge de la Era de los descubrimientos portuguesa. El palacio está inspirado en edificios icónicos manuelinos como el Monasterio de los Jerónimos de Belém y la torre de Belém, ambos en Lisboa.
Tras la prohibición en 1834 de las órdenes religiosas en Portugal, los carmelitas descalzos tuvieron que abandonar Busaco. El estado se hizo cargo del bosque y plantó nuevas especies vegetales. Fue también entonces cuando se instaló el Vía Crucis de figuras de barro. Una gran parte del convento construido por los monjes fue derribado a finales del siglo XIX para construir el palacio. El diseño del proyecto, fue obra del arquitecto y coreógrafo italiano Luigi Manini, aunque también intervinieron otros arquitectos como Nicola Bigaglia, Manuel Joaquim Norte y José Alexandre Soares. Fue utilizado por la familia real en una única ocasión. Después de la Primera Guerra Mundial, se convirtió en uno de los destinos de moda en Europa.

## Arquitectura

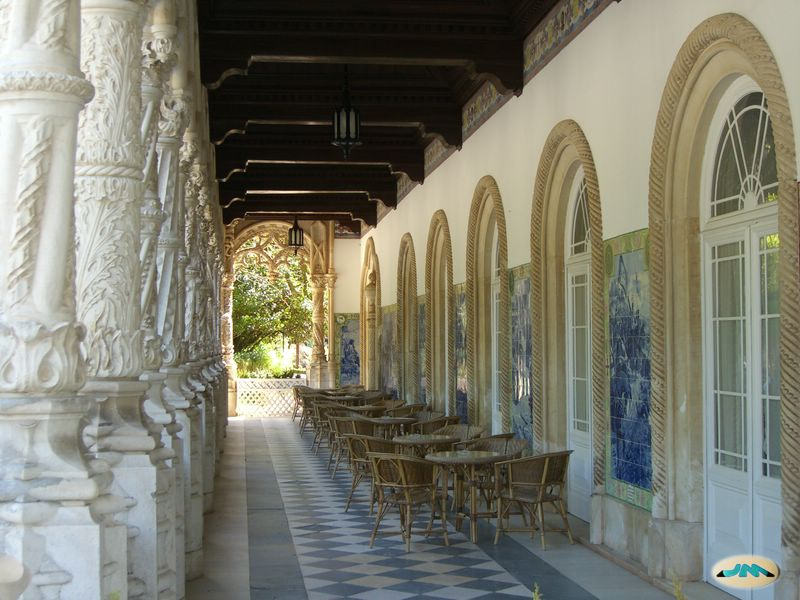
Detalle del pórtico del jardín.

Su estructura exterior, en piedra de Ançã, recuerda a la Torre de Belém y muestra motivos del claustro del monasterio de los Jerónimos, ambos en Lisboa, así como arabescos del Convento de Cristo de Tomar.
El suntuoso interior está decorado con paneles de azulejos, frescos y cuadros alusivos a la época de los descubrimientos portugueses. Destacan los azulejos del pintor Jorge Colaço evocando Os Lusíadas de Camões, los autos de Gil Vicente y la "Guerra Peninsular" (Guerra de la independencia); las esculturas de António Gonçalves y Costa Mota, los admirables lienzos de João Vaz ilustrando versos de la epopeya marítima de Camões; los frescos de Ramalho Júnior o las valiosas pinturas de Carlos Reis.
El mobiliario, verdadero patrimonio museológico, incluye piezas portuguesas, indo-portuguesas y chinas, realzadas por la fastuosa tapicería. Destacan también el techo morisco, el suelo ejecutado con maderas exóticas y la galería real.